# ヤグアラサウルス亜科
ヤグアラサウルス亜科（Yaguarasaurinae）は、後期白亜紀に生息した海生爬虫類の派生的なグループである、モササウルス科の亜科の1つ。ヤグアラサウルス亜科に属する動物の化石は北アメリカ大陸と南アメリカ大陸およびヨーロッパから発見されており、ヤグアラサウルス、ラッセロサウルス、ロメオサウルスの計3属が知られている。ロメオサウルスとともにヤグアラサウルス亜科に分類されるまで、ヤグアラサウルスとラッセロサウルスはテティサウルス亜科に属すると考えられていた。
近縁なテティサウルス亜科と同様に、ヤグアラサウルス亜科の全ての属はプレシオペダル（原始的であり、後のモササウルス科ほど海洋に適応していない）だった。彼らは一般に後の巨大なモササウルス科と比較して小型の体躯であったが、ヤグアラサウルス自体は大型に成長した。ヤグアラサウルス亜科はチューロニアンの間に出現してサントニアンを迎えたが、より派生的でハイドロペダルなモササウルス科が出現したカンパニアンに絶滅した。
ヤグアラサウルス亜科の語源はヤグアラサウルス属（コロンビアの町 Yaguará とギリシャ語の「トカゲ」）に由来する。

## 記載

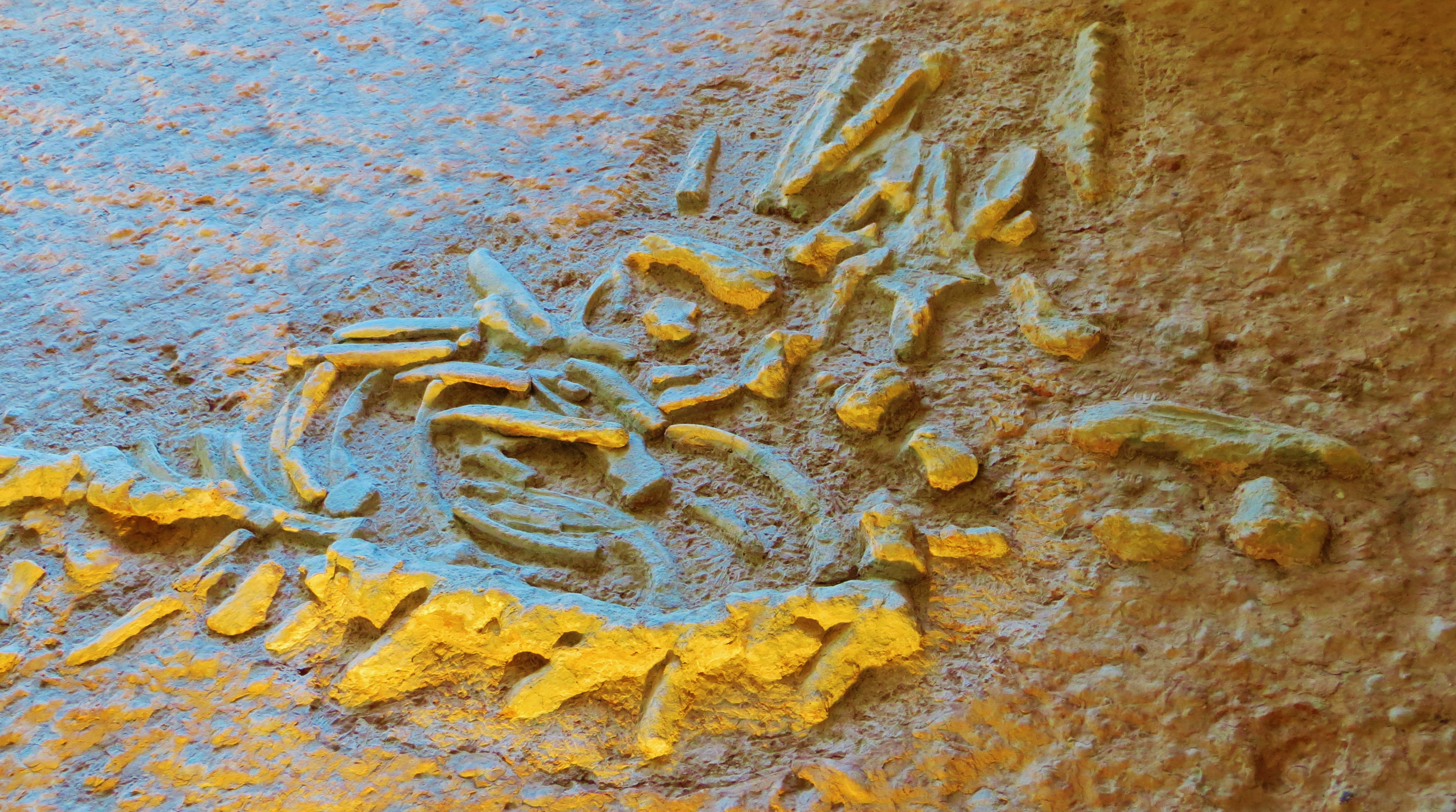
ロメオサウルスの骨格

ヤグアラサウルス亜科は原始的で小型から中型のモササウルス科であり、モササウルス科の進化史における初期段階の時期に生息していた。ヤグアラサウルス・コロンビアヌスはヤグアラサウルス亜科で最大の種であり、全長5メートルに達する最大の骨格と分離した頑強な頭骨が発見されており、大型だったことを示唆している。これは原始的なモササウルス科が必ずしも全て小型ではなかったことを証明している。彼らの四肢はプレシオペダルの状態であり、後のモササウルス科ほど海洋での生活に適応しておらず、厚みのない体をしていたと推測されている。
Palci et al. (2013)はヤグアラサウルス亜科を「ラッセロサウルスとロメオサウルスおよびヤグアラサウルスの最も新しい共通祖先と、その全ての子孫」として定義した。明瞭な特徴を以下に列挙する。
- 外鼻孔の後端が前頭骨に届かない（すなわち前頭骨の鼻孔に対する窪みが存在しない）。
- 頬骨の下顎枝が直角をなし、関節で腹側後方への明瞭な突起を持つ。
- 方形骨に浅い窪みが存在する。
- 歯骨の内側部（dentary medial shelf）が低く、内側から見ると歯根が大きく露出している。
- 歯骨が最前方の歯の前へ突出する。ルッセロサウルスでは逆向きに突出する。

## 系統
ヤグアラサウルス亜科は、記載以前にはテティサウルス亜科の属と考えられていたロメオサウルスの記載と同時に設立された。以下のクラドグラムは Palci et al. (2012) に基づき、ヤグアラサウルス亜科内の関係性とテティサウルス亜科との近縁性を示す。
|  | ラッセロサウルス・コヘニ                                                                    |
|  |                                                                                             |
|  | \| \| ロメオサウルス・フメネンシス \| \| \| \| \| \| ロメオサウルス・ソルビニイ \| \| \| \| |
|  |                                                                                             |
|  | ロメオサウルス・フメネンシス                                                                |
|  |                                                                                             |
|  | ロメオサウルス・ソルビニイ                                                                  |
|  |                                                                                             |

|  | ロメオサウルス・フメネンシス |
|  |                              |
|  | ロメオサウルス・ソルビニイ   |
|  |                              |

|  | ラッセロサウルス・コヘニ                                                                    |
|  |                                                                                             |
|  | \| \| ロメオサウルス・フメネンシス \| \| \| \| \| \| ロメオサウルス・ソルビニイ \| \| \| \| |
|  |                                                                                             |
|  | ロメオサウルス・フメネンシス                                                                |
|  |                                                                                             |
|  | ロメオサウルス・ソルビニイ                                                                  |
|  |                                                                                             |

|  | ロメオサウルス・フメネンシス |
|  |                              |
|  | ロメオサウルス・ソルビニイ   |
|  |                              |

|  | ラッセロサウルス・コヘニ                                                                    |
|  |                                                                                             |
|  | \| \| ロメオサウルス・フメネンシス \| \| \| \| \| \| ロメオサウルス・ソルビニイ \| \| \| \| |
|  |                                                                                             |
|  | ロメオサウルス・フメネンシス                                                                |
|  |                                                                                             |
|  | ロメオサウルス・ソルビニイ                                                                  |
|  |                                                                                             |

|  | ロメオサウルス・フメネンシス |
|  |                              |
|  | ロメオサウルス・ソルビニイ   |
|  |                              |

|  | ラッセロサウルス・コヘニ                                                                    |
|  |                                                                                             |
|  | \| \| ロメオサウルス・フメネンシス \| \| \| \| \| \| ロメオサウルス・ソルビニイ \| \| \| \| |
|  |                                                                                             |
|  | ロメオサウルス・フメネンシス                                                                |
|  |                                                                                             |
|  | ロメオサウルス・ソルビニイ                                                                  |
|  |                                                                                             |

|  | ロメオサウルス・フメネンシス |
|  |                              |
|  | ロメオサウルス・ソルビニイ   |
|  |                              |

## 分類と種
- ヤグアラサウルス
  - ヤグアラサウルス・コロンビアヌス
- ラッセロサウルス
  - ラッセロサウルス・コヘニ
- ロメオサウルス
  - ロメオサウルス・フマネンシス
  - ロメオサウルス・ソルビニイ